# SEAT Ritmo
De  SEAT Ritmo is een compacte vijfdeurs hatchback die vanaf januari 1979 in Spanje werd geproduceerd door de autofabrikant SEAT.

## Geschiedenis
De SEAT Ritmo had dezelfde carrosserie als het Italiaanse zustermodel Fiat Ritmo, het motorenaanbod van SEAT verschilde echter van de Italiaanse versie.
De SEAT Ritmo 65 kreeg de 1.2 liter motor van de SEAT 124 D met een cilinderinhoud van 1197 cc, versterkt tot 64 pk / 47 kW. De SEAT Ritmo 75 had de 1.4 liter motor van de SEAT 1430 Sport met 1438 cc en 77 pk / 56,5 kW. De auto's bereikten daarmee een topsnelheid van 150 km/u respectievelijk 160 km/u.
Na de afscheiding van Fiat werd het model herzien om het voldoende te onderscheiden van de Italiaanse Ritmo en vanaf mei 1983 omgedoopt in SEAT Ronda. In vier jaar tijd werden in Spanje 130.000 SEAT Ritmo's geproduceerd.

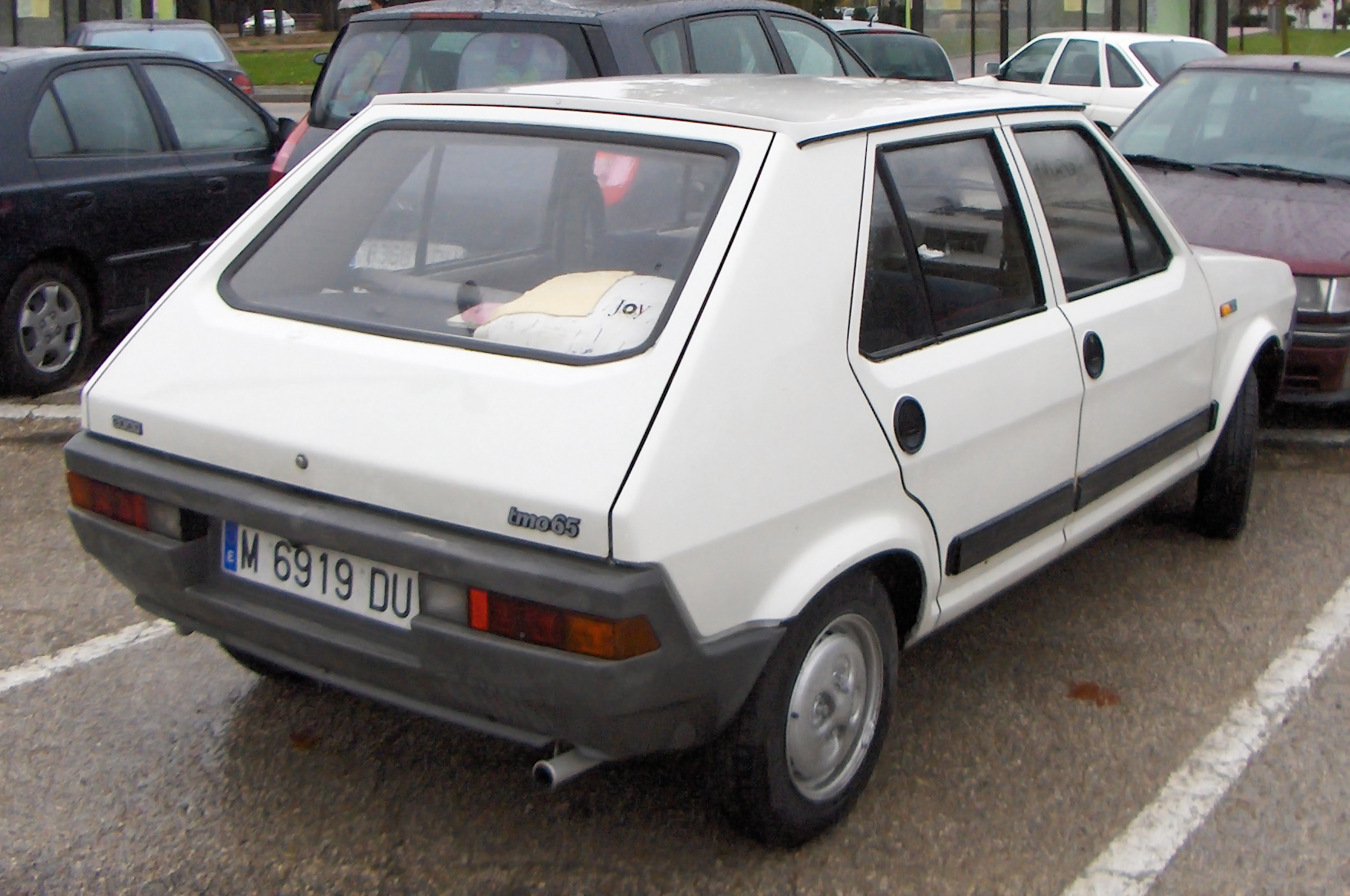
achteraanzicht

Huidige modellen:
Ibiza · 
Arona ·
Leon ·  
Ateca ·
Tarraco
Oudere modellen:
600 · 
850 · 
1200 · 
1400 · 
1430 · 
1500 · 
124 · 
127 · 
128 · 
131 · 
132 · 
133 · 
Ritmo · 
Ronda · 
Fura · 
Málaga · 
Panda · 
Marbella · 
Terra · 
Inca · 
Arosa · 
Córdoba · 
Toledo · 
Altea (XL) · 
Exeo · 
Alhambra ·
Mii